# Austrochaperina rivularis
Espèce
Statut de conservation UICN

 LC  : Préoccupation mineure
Austrochaperina rivularis est une espèce d'amphibiens de la famille des Microhylidae.

## Répartition

Aire de répartition de Austrochaperina rivularis.

Cette espèce est endémique de Papouasie-Nouvelle-Guinée. Elle est présente entre 600 et 1 600 m d'altitude.

## Étymologie
Son nom d'espèce, du latin rivularis, « des ruisseaux », lui a été donné en référence à son biotope.

## Publication originale
- Zweifel, 2000 : Partition of the Australopapuan microhylid frog genus Sphenophryne with descriptions of new species. Bulletin of the American Museum of Natural History, vol. 253, p. 1-130 (texte intégral).